# Lenningen (Luxemburgo)
Lenningen é uma comuna do Luxemburgo, pertence ao distrito de Grevenmacher e ao cantão de Remich.

## Demografia
Dados do censo de 15 de fevereiro de 2001:
- população total: 1.169
  - homens: 596
  - mulheres: 573
- densidade: 57,44 hab./km²
- distribuição por nacionalidade:

| Nacionalidade  | População | %      |
| -------------- | --------- | ------ |
| luxemburgueses | 885       | 75,71% |
| estrangeiros   | 284       | 24,29% |
| - portugueses  | 111       | 9,50%  |
| - franceses    | 19        | 1,63%  |
| - italianos    | 30        | 2,57%  |
| - belgas       | 20        | 1,71%  |
| - alemães      | 26        | 2,22%  |
| - iuguslavos   | 1         | 0,09%  |
| - outros       | 77        | 6,59%  |

- Crescimento populacional:

| Ano        | População |
| ---------- | --------- |
| 15/02/2001 | 1.169     |
| 01/01/2002 | 1.203     |
| 01/01/2003 | 1.314     |
| 01/01/2004 | 1.358     |
| 01/01/2005 | 1.402     |